# Йопполо-Джанкашо
Йопполо-Джанка́шо (итал. Joppolo Giancaxio [ˈjɔppolo ʤanˈkaʃʃo], сиц. Jòppulu Giancaxiu) — коммуна в Италии, располагается в регионе Сицилия, в провинции Агридженто.
Население составляет 1220 человек (2008 г.), плотность населения составляет 64 чел./км². Занимает площадь 19 км². Почтовый индекс — 92010. Телефонный код — 0922.
Покровителем населённого пункта считается Пресвятая Богородица, а также святые Иосиф Обручник и Калоджер Сицилийский, празднование 19 марта.

## Демография
Динамика населения:

## Администрация коммуны
- Официальный сайт: http://www.comune.joppologiancaxio.ag.it/